# Амиенска катедрала
Амиенската катедрала „Света Богородица“ (на френски: Cathédrale Notre-Dame d'Amiens) – Катедрала на католическата епископия с център – Пикардия град Амиен (Амиенска епархия). По своя обем (200 000 m³) тя превъзхожда всички други катедрали във Франция.
Амиенската, Шартърската и Реймската катедрали се считат за еталони на зрялата готика. Архитектурата на катедралата включва в себе също елементи на готическия стил: висока или зряла готика (особено апсидата) и пламтяща готика (особено голямата роза, северната кула, амвон и облегалките на креслата). Дължина на катедралата 145 m и височина на свода – 42,30 m (близка към максимална височина за архитектурните съоръжения от този тип). От 1981 г. катедралата влиза в списъка на обектите на Световното и културно наследство на ЮНЕСКО.

## Размери
- Дължина отвън: 145 m
- Дължина отвътре: 133,5 m
- Ширина на нефа: 14,6 m
- Ширина на страничния неф: 8,65 m
- Дължина на трансепта: 70 m
- Височина на свода: 42,3 m
- Височина на шпица: 112,7 m
- Площ: 7700 m²
- Вътрешен обем: 200 000 m³

## История
Строителите работи на катедралата започват през 1220 година. Около 1236 г. е завършен нефът, а през 1243 г. – кулите на фасадата. През 1528 г. е установен шпица, възвишаващ се над катедралата. Върхът на шпица се намира на височина 112,7 m над земята.
След превземането на Константинопол (1204) в катедралата постъпва лицевата част от главата на свети Йоан Кръстител.

## Западна фасада
Порталите на западната фасада, както и този на южния трансепт са богато украсени със скулптури, които представят цялата богословска история. Най-големият централен портал или „Порталът на Страшния съд“, е заобиколен от два по-малки портала: Този на Богородица – точно на юг, и този на св. Фирмин – вляво.

### Порталът на Страшния съд
Tимпанът над главния портал е украсен с изображение на Страшния съд; моментът, когато настъпва края на света според християнската традиция; мъртвите се събуждат, за да бъдат съдени от Христа. Tимпанът е разделен на три нива.
- На най-ниското ниво са показани възкръсналите от гробовете си, събудили се при звука на тръбата. Архангел Михаил с везната, претегля душите. В дъното на сцената, демони се опитват да мамят чрез накланяне едно от блюдата на една страна.
- В междинното ниво – грешниците са разделени, голи, сред тях има демони; изобразена е главата и челюстите на чудовище – Левиатан.
- В най-горната част, Христос стои на трона си, с вдигнати ръце; голият торс показва раните му, заобиколен е от Дева Мария и св. Йоан, които са коленичили, за да се застъпят за спасението на душите. Ангели носят инструментите на Страстите.

Представянето на Ада и Рая е в крайните части под свода. В небето, за пръв път виждаме душите, събрани в лоното на Авраам. След това те се отправят към един град, който представлява небесния Йерусалим.
Адът, както е изобразен е много подобен на този в Нотр Дам.

### Портал на Св. Фирмин
- Изглед от централния портал
- Изглед към тимпана на св. Фирмин – фронтален поглед
- Фризът от зодиака-календар

Северният портал е посветен на св. Фирмин (още св. Фермин), който е представен в средата, чиято база е украсена с пет релефи, изобразяващи животът на Девата. Свети Фирмин е първият епископ на Амиен. Tимпанът над портала, изобразява историята на откриването на тялото на светеца.

#### Пикардски календар със зодиак
В основата на тимпана между порталите е изобразен зодиак, свързан със селскостопанската работа. Зодиакът на катедралата в Амиен представлява набор от релефи, разположени върху фасадата на катедралата Нотр Дам в портала „Свети Фирмин“ (северния портал, вляво). Той е представен като поредица от медальони, издълбани във форми на четирилистник. Има съответна картина от аграрния календар, който съпоставя знаците на зодиака и работата за месеца.
Под всеки зодиакален знак има нагледна конкретна селскостопанска работа, която се извършва през съответния месец. Релефните фигури са изработени като чифт една под друга, горната представлява е зодиакален знак, а долната сцена на селската работа на съответния месец.
Всички тези скулптурни релефи, са в забележително добро състояние, макар да са от началото на строителството на готическата катедрала, което време е между 1220 и 1230 (управлението на крал Луи VIII). Този фриз обикновено се нарича Пикардски календар. Героите са представени в провинцията, което е разбираемо, като се има предвид значителното преобладаване на селските райони към момента. Те се появяват в земеделската работа, като носят различни дрехи в зависимост от сезоните.
|  |  |

|  |  |  |

|  |  |  |

### Порталът на Богородица
- Изглед от портала
- Представяне на Христос в храма
- Благовещение – архангел Гавраил и Девата

В южната /дясна/ част на портала на западната фасада е порталът посветен на Богородица. В долното ниво на тимпана, ние откриваме серия от шест фигури от Стария завет, предците на Девата. Смъртта и Успение Богородично, са представени в средното ниво, а най-накрая виждаме коронацията и в небето.
На централната колона има голяма статуя на „Дева Мария, стъпкваща злото“; Злото е представено под формата на фантастично животно с нокти и човешка глава. Статуята е изобразена в много статично положение, което показва, че фигурата е вдъхновена от Шартърските скулптури (т.е, по модела на катедралата на Шартър).
Статуите, които красят частите на страничните стълбове са особено забележителни: Добре групирани, две по две, те представляват три важни епизоди от живота на Дева Мария: на Благовещение, успение и Сретение Господне. От ляво, от външната към вътрешната страна, е Савската царица, на цар Соломон, на цар Ирод Велики и тримата източни мъдреци-влъхви.

### Статуите на Царете
Те са двадесет и две на брой и не е ясно точно кого представят. Датират от първата половина на ХI век. В централната част на фасадата има осем огромни статуи по 3,75 метра, поставени на 30 метра височина. В допълнение, има шест на всяка западна страна в основата на всяка кула; и две, поставени в предната част на основите на централната фасада; чрез тях се разделя на три вертикални зони.
Тези статуи изглеждат с относително неточни пропорции; с глави твърде големи и доста къси крака. Този тип скулптури се наблюдават и в катедралата „Нотр-Дам дьо Реймс“, както и „Нотр Дам дьо Пари“ (в Париж, статуите датират всъщност ХIХ век). Причината, сочена от екскурзоводи е, че статуите с тези лица предоставят по този начин, по-голяма видимост за зрителите, стоящи на площада, което не би било възможно ако са използвани нормални пропорции.

### Западната роза
Пищният готически стил на изработка е от началото на 16 век. Тя се нарича още розетка на морето. Намира се точно над централната част на галерията на царете; отделя се от тераса, чиято външна част има гаргойли, които сочат към външната страна на главите на царе в галерията.

### Гаргойли
Гаргойлите са скулптури в края на стрехите и улуците на катедралата. През тях се оттича дъждовната вода от покривите. Те следва да отвеждат количеството от стичащата се вода, доколкото е възможно от стените на катедралата, като по този начин я запазват от влага. Те често са под формата на фантастични животни, вечно с отворена уста и затова често с плашещ или ожесточен вид. Тяхната позиция обикновено е хоризонтална или наклонена, а понякога завършват с кръгло лице, насочено надолу и навън, за да се улесни потока на преминаващата през тях вода. Някои са с човешки образ. Всички са много различни. Те са създадени от много художници, които дават воля на въображението си. Разнообразието изглежда почти безкрайно.

## Южна фасада
В западния край на тази фасада, под южната кула, е вратата на Свети Христофър, с огромна статуя на св. Христофър, който превежда, според легендата, малкото бебе Исус на раменете си. Няколко други статуи също стоят на линията на пътя между южната кула и преддверието на южния трансепт:
От външната страна на капелата посветена на Богородица, може да се види изображение на Благовещение увенчана св. Михаил и св. Рафаел.

### Портал Св. Хонорий или портал на Златната Богородица
Порталът на южния трансепт е портал Св. Хонорий, също се нарича и портал на Златната Богородица, защото такава е статуята, която го краси на основния му стълб. Tимпанът разказва различни епизоди от живота на светеца, осми епископ на Амиен, който е живял през 6 век.
В долното ниво, издълбан релеф върху горната част, показващ сбогуването на апостолите и Иисус в деня на Възнесението. И четирите нива на самия тимпан представляват, от дъното към върха: 1. коронацията на Сент Оноре; 2. чудотворни лекове, приписвани на последния; 3. шествие с мощите на светеца; и в горната част показва смъртта на Христос на кръста на Голгота.
Предната част на стълба е заета от статуята на Златната Богородица, шедьовър на 13 век. създадена през 1288 година. Тя е висока от 2.30 m като оригиналната статуя, застрашена от времето, е прехвърлена в интериора на катедралата през 1980 г. и е заменена с дубликат. Статуята показва коронованата Дева, носеща детето Исус, тя го гледа с внимание. Богородица е увенчана с ореол. Трима усмихнати херувими, държат ореола.
За разлика от предишната Дева с младенеца /на западната фасада/, която стои много по-жречески; то тази статуя изобразява една усмихната млада майка, която играе с бебето си и го люлее. Тук се показва нов вид изображение на Богородица, който е първият по-свободен такъв. Така тя по-късно често ще бъде рисувана или извайвана. Що се отнася до детето Исус, пълничкото бебе е достатъчно истинско. То алегорично си играе със света, както с топката, която държи в ръцете си.

## Северна фасада
На северната страна на трансепта е портала на Свети Фирмин Изповедник
Фасадата на северния трансепт е много по-малко украсена от противоположната страна на южната фасада. Притиснат странично между два мощни контрафорси, той представя в долната си част портал, посветен на Свети Фирмин Изповедник. Последният е наричан също Фирмин II, и е третият епископ на Амиен и управлявал в продължение на четиридесет години през втората половина на 4 век.
На основния стълб на портала има статуя на светеца.
Основата на високата северна кула започва от платформа, разположена над мястото където е трансепта. От основата си, тя е осмоъгълна. Кулата е качествен и автентичен шедьовър. Има богата украса, включително лилии, както и поредица от великолепни статуи, изработени от олово с изключително качество. Долната част на кулата се състои от две осмоъгълни етажа, които отвън са оградени с парапет. Осемте статуи на кухата кула са подредени на парапета на втория етаж. Те от своя страна представляват Христос, Свети Пол, свети Фирмин носещ митра която е обърната на север, Свети Йоан Богослов, Девата с бебето Исус, Йоан Кръстител, св. Жак и св. Петър.
Тези красиви християнски статуи не са единствените, за украса на кулата. Налице са също така, навсякъде по покривите на сградата, големи гаргойли, смущаващи фантазията.

## Лабиринтът в катедралата
Лабиринтът в катедралата Амиен, е във формата на осмоъгълник, образуван от тротоара на наоса на Катедралата Нотр Дам на Амиен. Това е един от оставащите елементи на католическата катедрала разположени в Амиен във Франция. Той е поставен през 1288 година в средата на кораба.

### История
Според гръцката митология, първият лабиринт е построен на остров Крит от архитекта Дедал.
Изработен от зигзаг сплетени пътечки, този лабиринт е моделът за съставяне в дворци и катедрали. Той се превръща в религиозен символ за християните. Църковните лабиринти представляват полихромна настилка, символизираща пътя на Христос към Голгота.

### Пътят към рая
Лабиринтът от Амиен е с формата на осмоъгълник и централния камък е копие на този, съхраняван в Музея в Пикардия.
Дълъг е 234 метра, на пътя на лабиринта е трябвало да бъде следван на колене от вярващите. Това е за тях един вид заместител на поклонение до Светите земи. Центърът на лабиринта е обявен за „рай“ или „небесен Йерусалим“.

### Централният камък
Надписът на централния камък проследява генезиса на строежа на катедралата:
```
„
В годината на благодатта 1220 година, е започната тази работа. Епископът благослови тази епархия, по времето на крал Луи Френски, син на Филип Август.
“
```

## Параклиси
Нефът е заобиколен от единадесет странични параклиса. Шест са, разположени на страната на Евангелието и пет от страната на Посланието. В първоначалния проект на катедралата не са планирани, но решението за изграждането им се взема в края на тринадесети век. Те се изграждат през 1290 до 1375 година.

### Параклиси на посланието
- Параклисът на Св. Христофър получава декорацията си през 1762 година, а включената статуя на св. Кристофър е работа на Жан-Батист Дюпюи, скулптор от осемнадесети век, който е допринесъл за изграждането и на амвона и олтара на катедралата.
- В параклиса на Дева Мария или параклис на Благовещение, където има статуя на Благовещение, скулпторът е от седемнадесети век и е роден в Амиен. „Благовещение“ е издълбано в бял мрамор на фона на червен мрамор.
- Параклисът на Успение Богородично е третият от страна по пътеката, по-рано е известен като параклис на Св. Никола. Тя взема името си след украсата. Една от най-добрите творби на Никола Бласет, направена около 1637, представляваща Успение Богородично. Това изображение, както и ангелите и Бог Отец, са били издълбани в бял мрамор на базата на черен мрамор.
- В параклиса на „Свети Стефан“ (също наричан и параклис на Сан Лоренцо), има статуи на Свети Стефан и св. Августин. Декорацията на параклиса е проектирана от архитект през 1768 година.
- На последно място по ред е параклиса на Санта Маргарита, който е от най-старите параклиси около кораба. Той е построен през 1292 г. от епископ Макон. Настоящият проект датира от 1768 и е изготвен от скулптора Дюпюи и архитект Питър Джоузеф. Това е мраморна статуя на Света Маргарита, поставена върху олтар.

### Параклиси на страната на Евангелието
- Параклис на Свети Йоан Кръстител или параклис на Ел Салвадор. Построен през 1375 под ръководството на епископ-кардинал Жан дьо Ла Гранж
- Вторият Параклис е построен по едно и също време от същия епископ Жан дьо ла Гранж и е известен като Параклис на Дева Мария. Тя съдържа Мадона и младенеца от Николас Бласет.
- В параклиса на Сан Салвадор, наречен „Параклис на Сан Мигел“, той съдържа Христос според византийски образец от дванадесети век от древна църква на Свети Фермин Изповедник, чиято сграда е била разрушена през тринадесети век, за да направи път за северния трансепт на катедралата.
- В параклиса на Св. Хонорий, съдържа скулптура на св. Хонорий, бивш епископ на Амиен, направена през 1780 г.
- В параклиса на Дева Мария на мира, по-рано наричан параклиса „Свети Луи“. Тук се намира олтар с Дева Мария, изработена от бял мрамор. Тя е изваяна в 1654 от Николас Бласет.
- В параклиса на „Свети Фирмин“ е шестият от тази страна, по-рано, посветен на Света Агнес, в който се помещава статуя на св. Фирмин.

- Плачещият ангел
- монумент
- Капела Св. Жозеф

- Статуя поддържаща голяма статуя на трансепта – външна страна
- поддържаща статуя
- Крал поддържащ статуя на светец
- Фантастични фигури
- Фасадата на катедралата по време на полихромното шоу: Амиен, катедралата в светлина.